# Unte Mungkur I
Unte Mungkur I is een bestuurslaag in het regentschap Tapanuli Tengah van de provincie Noord-Sumatra, Indonesië. Unte Mungkur I telt 1513 inwoners (volkstelling 2010).